# Paramacellodus
Paramacellodus is een geslacht van uitgestorven scincomorfe hagedissen uit het Vroeg-Krijt van Engeland en Frankrijk en het Laat-Jura van Portugal en het westen van de Verenigde Staten. 
De typesoort Paramacellodus oweni werd in 1967 benoemd door Robert Hoffstetter. De geslachtsnaam betekent 'naast Macellodus'. De soortaanduiding eert Richard Owen. 
Het holotype is  BMNH R 8131-BMNH R 8132, een dentarium, pterygoïde, tanden en een halswervel gevonden in de  de Purbeck Group uit het Vroeg-Krijt (Berriasien) van Dorset, Engeland. Aanvullend materiaal dat is toegewezen aan een soort van Paramacellodus, mogelijk Paramacellodus oweni, is beschreven vanuit de Morrison-formatie, met name in Como Bluff, Wyoming, en Dinosaur National Monument, Utah. Een onbepaalde soort is bekend uit het Angeac-Charente beenderbed uit het Berriasien van Frankrijk.
Een tweede soort is Paramacellodus sinuosus Richter, 1994, 'de golvende', gebaseerd op holotype IPFUB Una L. 90, een rechteronderkaak uit uit Spanje. Een derde soort is Paramacellodus marocensis Richter, 1994, gebaseerd op holotype MCM 116, een linkeronderkaak uit Marokko. 
Een vierde soort is Paramacellodus keebleri Nydam & Cifelli, 2002. De soortaanduiding eert Al Keebler, de landeigenaar in Montana op wiens grond holotype OMNH 60576 werd aangetroffen, een linkerbovenkaaksbeen.
Paramacellodus behoort tot een uitgestorven familie van scincomorfen genaamd Paramacellodidae, die het grootste deel van Laurasia overspande tijdens het Laat-Jura en het Vroeg-Krijt en een van de vroegste evolutionaire radiaties van hagedissen vertegenwoordigde.